# Metoda sumowania dochodów czynników wytwórczych
Metoda sumowania czynników wytwórczych - metoda, która polega na sumowaniu wszystkich dochodów, które osiągają podmioty gospodarcze w procesie produkcji, czyli: wynagrodzeń, rent z dzierżawy, czynszów, zysków z kapitału, dochodów z działalności na własny rachunek oraz innych.